# Léon Gendebien

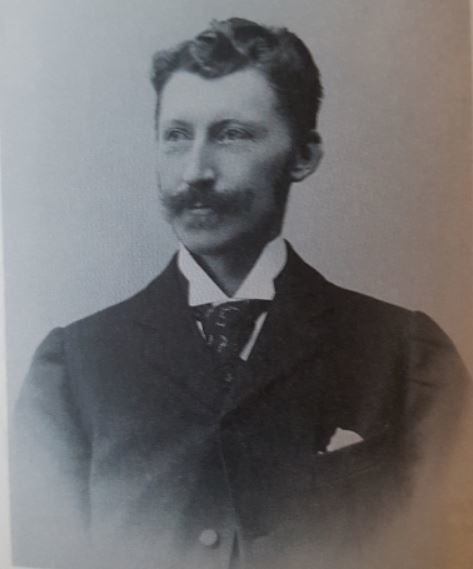
Léon Gendebien

Léon Auguste Marie Georges Ghislain Gendebien (Schaarbeek, 6 december 1857 - Marbaix-la-Tour, 28 januari 1942) was een Belgisch advocaat, volksvertegenwoordiger en burgemeester.

## Biografie

### Familie
Léon Gendebien was een telg uit de familie Gendebien. Hij was een zoon van Victor Gendebien, advocaat en burgemeester van Schaarbeek, en Adèle Lefebvre. Hij was een kleinzoon van Alexandre Gendebien, advocaat, lid van het Voorlopig Bewind, het Nationaal Congres, volksvertegenwoordiger en gemeenteraadslid van Brussel. Hij trouwde in 1822 in Thuin met Louise t'Serstevens (1862-1932), dochter van Jean t'Serstevens, volksvertegenwoordiger, senator, burgemeester van Marbaix-la-Tour en Thuin en provincieraadslid van Henegouwen. Ze kregen drie kinderen:
- Paul Gendebien (1884-1957), burgemeester van Thuin en senator, trouwde in 1908 in Acoz met Ghislaine Pirmez (1889-1965), dochter van baron Maurice Pirmez, volksvertegenwoordiger. Ze kregen vijf zoons en drie dochters, met afstammelingen tot heden.
- Alice Gendebien (1887-1966), trouwde in 1913 in Marbaix-la-Tour met Robert de Lalieux de la Rocq (1884-1937), burgemeester van Feluy en provincieraadslid van Henegouwen. Ze kregen twee zoons en drie dochters, met afstammelingen tot heden.
- Georges Gendebien (1889-1940), trouwde in 1921 in Stavelot met Anne-Marie t'Serstevens (1900-1923). Het huwelijk bleef kinderloos. Hij hertrouwde in 1925 in Beez met barones Geneviève Fallon (1894-1969), dochter van baron Edouard Fallon, voorzitter van de rechtbank van eerste aanleg van Namen. Ze kregen drie zoons en een dochter, met afstammelingen tot heden.

In 1903 werd hij, samen met andere familieleden, in de erfelijke adel opgenomen. In 1930 verkreeg hij een bij eerstgeboorte overdraagbare baronstitel.

### Loopbaan
Gendebien promoveerde tot doctor in de rechten en werd advocaat.
Hij was gemeenteraadslid van Thuin van 1904 tot 1911. Vanaf 1912 was hij gemeenteraadslid van Marbaix-la-Tour en werd burgemeester van deze gemeente.
Begin 1905 werd hij katholiek volksvertegenwoordiger voor het arrondissement Thuin ter vervanging van de ontslagnemende Eugène Derbaix. Hij vervulde dit mandaat tot in 1935.

## Publicatie
- Du régime matrimonial de la communauté réduite aux acquets, Thuin, 1896.